# دریاچه چاغان
دریاچه چاغان (انگلیسی: Chagan) یک دریاچه در استان پاولودار کشور روسیه است.